# Сражение при Патачине
Сражение при Патачине (серб. Битка код Баточине) — сражение 30 августа 1689 года в ходе Великой Турецкой войны у сербского города Патачина (совр. Баточина) на реке Лепеница (приток Моравы) между армиями Священной Римской и Османской империи. Закончилось победой имперской армии и отступлением турецкой армии к Нишу.

## Предыстория
В 1689 году имперская армия, отняв у турок Белград, Оршову и Трансильванию, приняла решение идти в Сербию. В конце июля 1689 года фельдмаршал маркграф Людвиг Вильгельм Баденский собрал в городе Семендрия (Смедерево) 20 000 армию. 1 августа он перешёл на правый берег Моравы у Пожареваца, а 26 августа встретился на Царевом поле с передовыми турецкими отрядами, которые тотчас же отступили. 
Сераскир Реджеп–паша, узнав об этом, выступил из Крушеваца с 40 000 армией и двинулся по левому берегу Моравы в Семендрию в тыл Людвигу Баденскому. Последний, опасаясь за свои магазины, решил переправиться на левый берег реки и приказал 28 августа навести мост у деревни Тушава. Полковник Гешен перешёл мост с 2000 человек и 16 орудиями по нему и занялся строительством батарей. Армия расположилась в Грабовацах, в 3 верстах от моста. В тот же вечер несколько сотен крымских татар ударили в тыл лагеря, но были отбиты, потеряв много пленными. От последних узнали, что рядом находится 7000 татарский корпус, а Реджеп–паша идёт в Сербию. Эти известия побудили маркграфа переправиться на левый берег, но перед этим надо было изгнать противника с правого.
На рассвете 29 августа имперская пехота начала переходить мост, а кавалерия в составе 6000 всадников в 2-х колоннах, правая под командованием самого маркграфа, а левая под командованием графа Пикколомини, с авангардом генерала Ветерани двинулась против татар. Последний прогнал передовые татарские пикеты, но, встретив позади них крымский отряд в 1200 человек под командованием сына крымского хана, остановился, поджидая главные силы. Татары не вступая в бой отошли к лесу. Ветерани преследовал их по пятам, причём, оторвавшись от главных сил, чуть не погиб, к счастью, один гусарский полк обошёл татар перед самым дефиле и маркграф подоспел на помощь. Имперцы бросились со всех сторон на врага и нанесли ему ущерб, прогнав последних за лес. Дав отдых своим уставшим всадникам, маркграф к 19:00 вернулся к мосту. Пехота тем временем успела переправиться через реку и выстроиться к бою между рекой и непроходимым лесом. Его опушку заняли 500 стрелков, они были атакованы 3000 янычар, но удержали свои позиции. Маркраф, прибывший к войскам, назначил атаку на следующий день.

## Ход сражения
Ещё до рассвета 30 августа имперская пехота прошла лес, отделявший противников, и под прикрытием тумана развернулась на равнине. Конница начала переправу через реку и заняла позиции, оставленные пехотой. Саму же пехоту маркграф построил в две линии, правым флангом к лесу, а левым к Мораве. Туман рассеялся, и прикрываемая им турецкая конница бросилась в атаку. На флангах сипахов шли янычары. Первая имперская линия едва успела прикрыть фронт рогатками и дать залп из ружей и орудий. Турки потеряли много людей, но неустрашимо продолжили атаку под убийственным огнём. Однако переведенные в беспорядок сипахи бросились бежать, за ними последовали и янычары. Сераскир собрал свои войска и вновь повел их в атаку на лишенную содействия кавалерии имперскую пехоту. Когда же прибыли два драгунских полка, турки отошли на свою главную позицию, лежащую на крутом левом берегу Лепеницы, впадающей в Мораву. Её прикрывали сильные, но ещё не законченные окопы. Впереди на правом берегу речки находился ещё рад полевых укреплений. Полковник Гвидо фон Штаремберг получил приказ с двумя батальонами овладеть ими, что и завершил в течение четверти часа, несмотря на огонь защищавших шанцы янычар и орудий. Маркграф подтянул пехоту второй линии. Батальоны должны были продвигаться вперед под сильнейшим огнём многочисленной турецкой артиллерии, но стройно шли вперед.
Между тем прибыла конница. Маркграф приказал генералу графу Пикколомини с несколькими кавалерийскими полками направиться вправо, стараясь перейти речку вброд и угрожать левому флангу и тылу неприятеля. Полковнику графу Пальфи было приказано занять с гайдуками лежащую с левой стороны рощу и оттуда ударить в правый фланг неприятелю. Ему были даны литавры, барабаны и трубы, чтобы их шумом устрашить неприятеля. Турки, заметив движение Пикколомини, и опасаясь, что он, переправившись через речку, отрежет им путь к отступлению, пришли в замешательство. Оно ещё больше усилилось, когда турки услышали «музыку» Пальфи. В это самое время маркграф отдал приказ идти на штурм. Турки, не дождавшись его, оставили свои позиции. Маркграф приказал тотчас восстановить разрушенные неприятелем мосты и послал конницу под началом полковника Санте и генерала Кастелли преследовать бегущих. Турки скрылись в лагере при Патачине, но и он был взят имперской кавалерией со всеми припасами и обозом. Турки отступили по направлении к Ягодину и Ниссе. Генерал Кастелли остановился на высотах Патачина, а полковник Санте ещё несколько верст гнался за врагом.

## Результаты
Имперская армия, состоявшая к началу битвы из 18 000 человек, потеряло 400 человек убитыми и ранеными. Потери турок, составляющие к началу битвы до 40 000 человек, составляли более 3000 человек убитыми и ранеными. 111 пушек, один бунчук, более 1000 верблюдов, несколько сот мулов и весь лагерь с амуницией, провиантом и обозом достался имперцам.
11 сентября было получено известие, что сераскир вновь собирает своё войско в лагере при Нише, тогда маркграф со своей армией выступил туда, где 24 сентября состоялось новое сражение.